# Joseph H. August

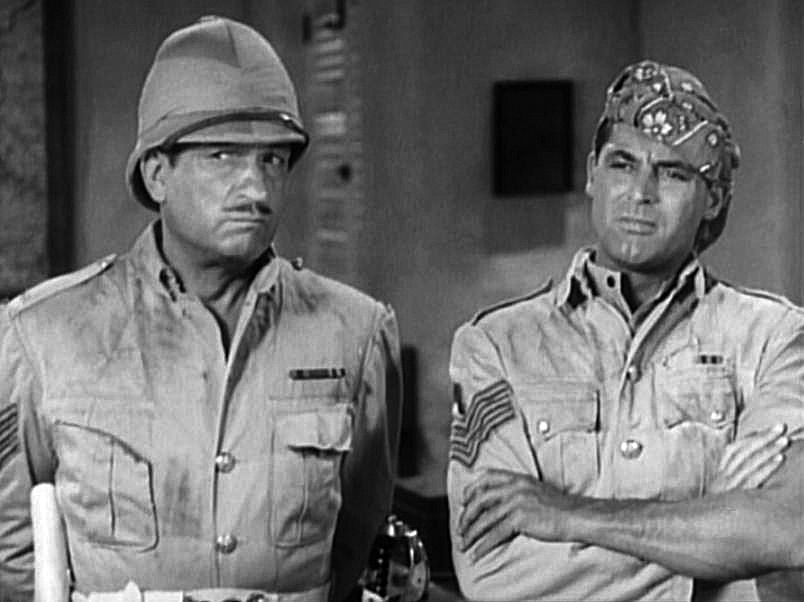
Gunga Din (1939), avec Victor McLaglen et Cary Grant

Joseph H. August (parfois crédité Joseph August ou Joe August), A.S.C., est un directeur de la photographie américain, né à Idaho Springs (Colorado) le 26 avril 1890, mort à Culver City (Californie) le 25 septembre 1947.

## Biographie
Après des débuts au cinéma en 1911, comme premier ou deuxième assistant opérateur, Joseph H. August devient chef opérateur en 1913, exerçant à ce dernier titre sur 151 films américains, jusqu'en 1947. Cette année-là, il meurt brutalement d'une crise cardiaque, sur la post-production de son dernier film, Le Portrait de Jennie (avec Jennifer Jones et Joseph Cotten), sorti en 1948 et réalisé par William Dieterle — qu'il avait déjà assisté sur deux autres films, dont Quasimodo (1939), avec Charles Laughton et Maureen O'Hara —.
Pendant la période du muet, son nom figure au générique de nombreux westerns réalisés par William S. Hart et Lambert Hillyer. En 1925, il intègre la RKO et entame une fructueuse collaboration avec John Ford, notamment sur The Black Watch (1929) et Le Mouchard (1935), tous deux avec Victor McLaglen. Son dernier film aux côtés de John Ford est Les Sacrifiés (1945, avec Robert Montgomery — coréalisateur —, John Wayne et Donna Reed).
Durant sa carrière, il travaille également au sein d'autres studios (dont la 20th Century Fox), et aux côtés de plusieurs autres réalisateurs, comme Frank Borzage (ex. : Ceux de la zone en 1933, avec Spencer Tracy et Loretta Young), George Cukor (Sylvia Scarlett en 1935, avec Katharine Hepburn et Cary Grant), Howard Hawks (Train de luxe en 1934, avec John Barrymore et Carole Lombard), ou encore George Stevens (ex. : Gunga Din en 1939, avec Cary Grant et Victor McLaglen), entre autres.
Joseph H. August est l'un des membres fondateurs, en 1919, de l'American Society of Cinematographers. Il est le premier chef opérateur à faire suivre son nom du sigle "A.S.C." (à l'occasion de Son meilleur ami, western réalisé par Lambert Hillyer, sorti en 1920).
Dans les années 1940, il obtient deux nominations (voir détails ci-dessous) à l'Oscar de la meilleure photographie, mais n'en gagne pas.

## Filmographie partielle

### Comme directeur de la photographie (sauf mention complémentaire)
- 1914 : Le Serment de Rio Jim (The Bargain) de Reginald Barker
- 1915 : The Despoiler de Reginald Barker
- 1915 : Un lâche de Thomas H. Ince et Reginald Barker
- 1916 : The Primal Lure de William S. Hart
- 1916 : Civilisation (Civilization) de Reginald Barker, Thomas H. Ince et Raymond B. West (+ directeur artistique, pour la seule fois à ce titre)
- 1916 : Pour sauver sa race (The Aryan) de Reginald Barker, William S. Hart et Clifford Smith
- 1916 : The Devil's Double de William S. Hart
- 1916 : The Apostle of Vengeance de William S. Hart et Clifford Smith
- 1917 : The Narrow Trail de Lambert Hillyer et William S. Hart
- 1918 : Branding Broadway de William S. Hart
- 1918 : Le Vengeur (The Border Wireless) de William S. Hart
- 1918 : Douglas a le sourire (He Comes Up Smiling) d'Allan Dwan
- 1919 : Le Gardien de nuit (The Money Corral) de William S. Hart
- 1919 : L'Enfer des villes (John Petticoats) de Lambert Hillyer
- 1920 : Son meilleur ami (Sand!) de Lambert Hillyer
- 1921 : Le Jaguar de la Sierra (en) (The Testing Block) de Lambert Hillyer
- 1922 : A California Romance de Jerome Storm
- 1922 : The Love Gambler de Joseph Franz
- 1922 : Arabian Love de Jerome Storm
- 1922 : Sur les grands chemins (en) (Travelin' on) de Lambert Hillyer
- 1922 : Honor First de Jerome Storm
- 1923 : The Temple of Venus d'Henry Otto
- 1923 : Big Dan de William A. Wellman
- 1923 : Javalie le mystérieux (Madness of Youth) de Jerome Storm
- 1923 : Cupid's Fireman de William A. Wellman
- 1923 : La Petite Fée (St. Elmo) de Jerome Storm
- 1923 : Truxton King de Jerome Storm
- 1924 : Not a Drum Was Heard de William A. Wellman
- 1924 : Folly of Vanity de Maurice Elvey et Henry Otto
- 1924 : The Vagabond Trail de William A. Wellman
- 1925 : Sa nièce de Paris (Lightnin') de John Ford
- 1925 : Greater than a Crown de Roy William Neill
- 1925 : L'Appât de l'or (The Hunted Woman) de Jack Conway
- 1925 : The Ancient Mariner de Chester Bennett et Henry Otto
- 1925 : Le Champion (The Fighting Heart) de John Ford
- 1926 : L'Ombre qui descend (The Road to Glory) d'Howard Hawks
- 1926 : Sa Majesté la Femme (Fig Leaves) d'Howard Hawks
- 1927 : Two Arabian Knights de Lewis Milestone
- 1927 : Very Confidential de James Tinling
- 1927 : L'Étrange Aventure du vagabond poète (The Beloved Rogue) d'Alan Crosland
- 1928 : Napoleon's Barber de John Ford
- 1928 : Soft Living de James Tinling
- 1928 : Don't Marry de James Tinling
- 1928 : Honor Bound (en) d'Alfred E. Green
- 1929 : La Garde noire (The Black Watch) de John Ford
- 1929 : Seven Faces de Berthold Viertel
- 1929 : Salute de John Ford et David Butler
- 1929 : Le Costaud (Strong Boy) de John Ford
- 1930 : Man Trouble de Berthold Viertel
- 1930 : Hommes sans femmes (Men without Women) de John Ford
- 1930 : Up the River de John Ford
- 1931 : Fortunes rapides (Quick Millions) de Rowland Brown
- 1931 : Mr. Lemon of Orange de John G. Blystone
- 1931 : Le Corsaire de l'Atlantique (Seas Beneath) de John Ford
- 1931 : Heartbreak d'Alfred L. Werker
- 1931 : The Brat de John Ford
- 1931 : The Black Camel de Hamilton MacFadden
- 1932 : That's My Boy (en) de Roy William Neill
- 1932 : Affaires non classées (Silent Witness) de R.L. Hough et Marcel Varnel
- 1932 : Charlie Chan's Chance de John G. Blystone (+ producteur, pour la seule fois à ce titre)
- 1932 : No More Orchids de Walter Lang
- 1932 : Vanity Street de Nick Grinde
- 1933 : As the Devil commands de Roy William Neill
- 1933 : Cocktail Hour de Victor Schertzinger
- 1933 : Master of Men de Lambert Hillyer
- 1933 : The Circus Queen Murder de Roy William Neill
- 1933 : Parole Girl d'Edward F. Cline
- 1933 : Ceux de la zone (Man's Castle) de Frank Borzage
- 1934 : Black Moon de Roy William Neill
- 1934 : Train de luxe (Twentieth Century) d'Howard Hawks
- 1934 : Le capitaine déteste la mer (The Captain hates the Sea) de Lewis Milestone
- 1934 : Comme les grands (No Greater Glory) de Frank Borzage
- 1934 : Among the Missing d'Albert S. Rogell
- 1934 : Whirpool de Roy William Neill
- 1934 : The Defense Rests de Lambert Hillyer
- 1935 : Le Mouchard (The Informer) de John Ford
- 1935 : Toute la ville en parle (The Whole Town's talking) de John Ford
- 1935 : Sylvia Scarlett de George Cukor
- 1936 : Révolte à Dublin (The Plough and the Stars) de John Ford
- 1936 : Grand Jury d'Albert S. Rogell
- 1936 : Every Saturday Night de James Tinling
- 1936 : Muss 'em Up de Charles Vidor
- 1936 : Marie Stuart (Mary of Scotland) de John Ford
- 1937 : Music for Madame de John G. Blystone
- 1937 : Super-Sleuth de Benjamin Stoloff
- 1937 : Michel Strogoff (The Soldier and the Lady) de George Nichols Jr.
- 1937 : Week-end mouvementé (Fifty Roads to Town) de Norman Taurog
- 1937 : Une demoiselle en détresse (A Damsell in Distress) de George Stevens
- 1937 : Les Démons de la mer (Sea Devils) de Benjamin Stoloff
- 1938 : This Marriage Business (en) de Christy Cabanne
- 1939 : Edith Cavell (Nurse Edith Cavell) d'Herbert Wilcox
- 1939 : Quasimodo (The Hunchback of Notre Dame) de William Dieterle
- 1939 : Gunga Din de George Stevens
- 1940 : Melody Ranch (en) de Joseph Santley
- 1940 : Chantez, dansez, mes belles ! (Dance, Girl, Dance) de Dorothy Arzner
- 1940 : Le Lys du ruisseau (Primrose Path) de Gregory La Cava
- 1941 : Tous les biens de la terre (All that Money can buy ou The Devil and Daniel Webster) de William Dieterle
- 1945 : Les Sacrifiés (They were expendable) de John Ford et Robert Montgomery
- 1948 : Le Portrait de Jennie (Portrait of Jennie) de William Dieterle

## Nominations
- Oscar de la meilleure photographie (nominations uniquement) :
  - En 1940, catégorie noir et blanc, pour Gunga Din ;
  - Et en 1949, catégorie noir et blanc, pour Le Portrait de Jennie (nomination posthume).